# Ловетт-тауэр
Ловетт-тауэр (англ. Lovett Tower) — 93-метровое здание в Канберре, столице Австралии. Оно находится в пригороде Филипп, расположенном в деловом районе столицы Woden Town Centre. Ранее сооружение называлось MLC-тауэр, но в 2000 году было переименовано комиссией по делам аборигенов и островитян Торресова пролива в честь семьи Ловетт.
Ловетт-тауэр используется как офисное здание и является одним из символов Канберры, видимым из любой точки столицы и далеко за её пределами. Из-за строгих правил в строительстве, в Канберре всего три 20- или более- этажных зданий. Остальные два — Скай-тауэр и Кэпитал-тауэр — являются жилыми зданиями.
В настоящее время арендаторами небоскрёба являются Министерство по делам ветеранов Австралии, Министерство окружающей среды Австралии и департамент премьер-министра и правительства, поэтому доступ в здание ограничен. Несмотря на это, на первом этаже расположены магазины, кредитный союз (на восточной стороне) и кофейня (на западной стороне).
Ловетт-тауэр является третьим по высоте сооружением в Канберре, уступая только телевизионной башне Блэк Маунтин и флагштоку на здании парламента, и самым высоким зданием в городе с самым большим количеством этажей — 26, однако в списке самых высоких зданий в Австралии Ловетт-тауэр занимает всего 258 место. Небоскрёб был построен в 1973 году и до сих пор является самым высоким зданием в Канберре.